# Йорк Сити
«Йорк Си́ти» (полное название — Футбольный клуб «Йорк Сити»; англ. York City Football Club, английское произношение: [jɔ:k 'sɪtɪ 'futbɔ:l klʌb]) — английский профессиональный футбольный клуб из города Йорк, графство Норт-Йоркшир, регион Йоркшир и Хамбер. Начиная с сезона 2022-2023 гг., команда выступает в Национальной лиге — пятом дивизионе английской системы футбольных лиг.
Со дня основания в 1922 году, клуб отыграл семь сезонов в не-профессиональном футболе (этот термин в основном используется для обозначения низших дивизионов футбольной системы Англии), прежде чем присоединиться к Футбольной лиге. «Йорк» играл в Третьем северном дивизионе и Четвертом дивизионе до 1959 года, затем получил повышение в классе. Лучший результат «Йорка» в Кубке Англии был достигнут в 1954-55 годах, когда они сыграли с «Ньюкасл Юнайтед» в полуфинале турнира. Они колебались между Третьим и Четвертым дивизионами, прежде чем провели два сезона во Втором дивизионе в 1970-х годах. В 1993 году «Йорк» впервые играл на стадионе Уэмбли, когда они выиграли финал плей-офф Третьего дивизиона. В конце сезона 2003-04 года они потеряли свой статус в Футбольной лиге после вылета из Третьего дивизиона. Победа в Кубке Футбольной ассоциации в 2011-2012 гг. стала первой национальной победой «Йорка» в элитных соревнованиях. Они вернулись в Футбольную лигу в тот же сезон, но были вынуждены вернуться в не-профессиональный футбол в 2016 году.

## История
Клуб основан в 1922 году в Северном Йоркшире. «Йорк» присоединился к Футбольной лиге в 1929 году и располагался преимущественно в нижней половине турнирной таблицы. На короткое время клуб улучшал показатели выступления в чемпионате и даже провел два сезона во Втором дивизионе Футбольной лиги в 1970-х годах.
Клуб крайне неудачно выступил в сезоне 2003/04, хотя хорошо начал сезон, одержав три победы подряд, но, не выиграв ни разу с 27 по 46 тур, выбыл в Национальную Конференцию, где оставался до конца сезона 2011/12.
Возвращение в Футбольную лигу состоялось после волевой победы 2:1 против команды «Лутон Таун» на стадионе «Уэмбли» в финале плей-офф Национальной Конференции. В регулярном чемпионате «Йорк Сити» за несколько туров до финиша с трудом занял пятое место и пробился в плей-офф Конференции. «Йорк» сначала победил в 2 матчах «Мансфилд Таун» (0:0 дома, 1:0 в гостях в дополнительное время), единственный гол забил Мэтти Блейр. В финальном матче первый гол забил Чэмберс, а автором победного мяча снова стал Блейр. 
В 2012 году клуб вернулся во Вторую лигу впервые после сезона 2003/04. Первый сезон провел, спасшись от вылета в последний момент, выдав серию в 5 матчей без поражений и заняв итоговое 17-е место.
Следующий сезон 2013—2014 команда провела более успешно, под занавес сезона выдав беспроигрышную серию в 17 матчей (11 побед и 6 ничьих), заняла 5 место, но в плей-офф проиграла клубу «Флитвуд Таун», впоследствии выигравшему оставшиеся матчи «на вылет». Во «Флитвуд» по окончании сезона перебрался бомбардир клуба Мэтти Блейр. 
Сезон 2014/15 «Йорк Сити» провёл в нижней части турнирной таблицы, хотя и обеспечил себе сохранение в лиге за несколько туров до финиша.
Сезон 2015/16 команда провела неудачно: выдав две безвыигрышные серии из 12 игр, была понижена в классе. К положительным моментам стоит отнести достаточно хорошее выступление в трофее АФЛ, где команда хорошо сыграла в матчах дерби графства Йоркшир, выбив из борьбы более сильный классом «Донкастер» (2-0; дубль сделал Оливер) и уступив «Барнсли» (1-2).
В сезоне 2016/17 вылет из профессионального уровня команда пережила весьма тяжело и стартовала с 4-х поражений в лиге. В середине сезона «Йорк Сити» вновь попал в глубокую психологическую яму, в которой не выигрывал 18 матчей в подряд. Несмотря на безнадежную ситуацию во 2-м круге, футболисты выдали ряд ярких и драматичных отрезков из побед и беспроигрышных серий, что позволило им вплотную приблизиться к спасительной зоне, и лишь 1 очко отделило клуб от того, чтобы сохранить место в лиге.
Несмотря на вылет, клуб в том сезоне прекрасно выступил в кубке для непрофессиональных клубов, где были повержены «Вустер Сити» (3-1), «Харлоу Таун» (2-1), «Ноньютон» (3-0) и «Бракли» (2-1). В полуфинале «Йорк» смог одержать победу в двухраундовом противостоянии с будущим победителем турнира «Линкольн Сити» (2-1; один из голов забил Оливер). И в ответной игре 1-1. Решающий гол был забит в дополнительное время. В финале турнира была одержана яркая победа над клубом «Маклсфилд Таун» (3-2). Игра состоялась на знаменитом «Уэмбли». Стоит отметить, что игра состоялась уже после официального вылета «Йорк Сити» из лиги, но несмотря на это команда вышла готовой и мотивированной победить. В той игре гол на свой счёт записал Оливер, а дубль и решающий мяч записал на свой счёт на 86-й минуте опытный Джонатан Паркер, в сезоне 2017—2018 оставшийся в команде несмотря на вылет клуба и продолживший забивать голы и радовать ими поклонников клуба.
В сезоне 2017/18 команда играла в Национальной лиге (дивизион Север), где долгое время была в зоне плей-офф и выдала ряд ярких игр, включая 2 победы в чемпионате и кубке над будущим победителем турнира клубом «Солфорд Сити» (2-1 в Кубке в гостях, снова дубль на счету Джонатана Паркера и 1-0 в лиге дома). Но, несмотря на довольно удачный ход по дистанции последние 7 игр, команда не смогла победить, из-за чего заняла итоговое 11-е место.
Выступая в кубковых играх, «Йорк» добивался бо́льших успехов, чем в лиге. Лучшим результатом является полуфинал Кубка Англии в 1955 году. В Кубке Футбольной лиги 1995/96, на стадионе «Олд Траффорд» «Йорк Сити» победил «Манчестер Юнайтед» 3:0, причём «Юнайтед» выиграл Премьер-лигу и Кубок Англии в том сезоне.

## Текущий состав
| 1  | Флаг Англии            | Вр  | Харрисон Мейл                                       | 2000 |  |  |  |  |
| 13 | Флаг Англии            | Вр  | Джордж Сайкс-Кенуорти                               | 1999 |  |  |  |  |
| 16 | Флаг Англии            | Вр  | Рори Уотсон                                         | 1996 |  |  |  |  |
|    |                        |     |                                                     |      |  |  |  |  |
| 2  | Флаг Англии            | Защ | Райан Фэллоуфилд                                    | 1996 |  |  |  |  |
| 3  | Флаг Англии            | Защ | Адам Крукс                                          | 1997 |  |  |  |  |
| 4  | Флаг Ирландии          | Защ | Дарра О'Коннор                                      | 1999 |  |  |  |  |
| 5  | Флаг Англии            | Защ | Каллум Хау                                          | 1994 |  |  |  |  |
| 21 | Флаг Англии            | Защ | Камерон Джон                                        | 1999 |  |  |  |  |
| 23 | Флаг Англии            | Защ | Джо Феликс                                          | 1999 |  |  |  |  |
| 28 | Флаг Англии            | Защ | Малакай Фейган-Уолкотт (в аренде из «Кардифф Сити») | 2002 |  |  |  |  |
|    |                        |     |                                                     |      |  |  |  |  |
| 6  | Флаг Северной Ирландии | ПЗ  | Пэдди Маклафлин                                     | 1991 |  |  |  |  |
| 7  | Флаг Англии            | ПЗ  | Тайриз Синклер                                      | 2001 |  |  |  |  |

| 8  | Флаг Ирландии          | ПЗ  | Алекс Хант                  | 2000 |  |  |  |  |
| 11 | Флаг Антигуа и Барбуды | ПЗ  | Эшли Натаниел-Джордж        | 1995 |  |  |  |  |
| 15 | Флаг Англии            | ПЗ  | Марвин Армстронг            | 1999 |  |  |  |  |
| 18 | Флаг Англии            | ПЗ  | Дэн Бэтти                   | 1997 |  |  |  |  |
| 20 | Флаг Англии            | ПЗ  | Рикки Агиар                 | 2001 |  |  |  |  |
|    |                        |     |                             |      |  |  |  |  |
| 9  | Флаг Англии            | Нап | Дипо Акиньеми               | 1997 |  |  |  |  |
| 10 | Флаг Англии            | Нап | Олли Пирс                   | 1995 |  |  |  |  |
| 14 | Флаг Англии            | Нап | Ленелл Джон-Льюис (капитан) | 1989 |  |  |  |  |
| 17 | Флаг Гайаны            | Нап | Каллум Харриотт             | 1994 |  |  |  |  |
| 19 | Флаг Англии            | Нап | Билли Чедвик                | 2000 |  |  |  |  |
| 25 | Флаг Гамбии            | Нап | Мо Фадера                   | 2004 |  |  |  |  |
| —  | Флаг Зимбабве          | Нап | Занда Сизиба                | 2003 |  |  |  |  |

## Достижения
- Третий дивизион
  - Выход в дивизион выше (1973/74)
- Четвёртый дивизион/Третий дивизион
  - Победитель (1983/84)
  - Выход в дивизион выше (1958/59, 1964/65, 1970/71)
  - Победитель плей-офф (1993/94)
- Национальная Конференция
  - Победитель плей-офф (2011/12)
- Трофей Футбольной ассоциации
  - Победитель (2011/12)
  - Финалист (2008/09)